# Niko Andrijašević
Niko Andrijašević (24. ledna 1882 Gradac – 25. července 1951 Sarajevo) byl chorvatský právník a prozaik.

## Životopis
Narodil se v rodině Petara Andrijaševiće a Nedeljky roz. Šimić. Jeho sourozenci byli: Mate (1878–1956), Kate Korljan (1879–1976), Milica Jelavić (1880–1942), Danica Bego (1883–1928), Ane Bilas (1885–1914), Darinka Sisarić (1886–1979), Mladen (1887), Marija Juras (1890–1955), Miloš (1891–1971), Zorka Zrnčić (1893–1977) a Filip (1894–1898). S manželkou Jele roz. Šerić (1884) měl dvě děti Petara (1909–1949) a Miljenka.
Základní školní vzdělání získal v rodném městě, střední školu ve Splitu a vysokou školu ve Vídni a v Záhřebu. Promován na doktora filozofie a práv byl r. 1910. Jeho dizertační práce byla na téma: O vertikalnom pomicanju obalne linije na sjeveroistoku Jadranskog mora. Od roku 1911 byl v Sarajevu, kde byl nejprve soudním úředníkem, poté advokátním koncipientem a advokátem.
Niko Andrijaševič začal psát již na gymnáziu ve Splitu, kde vydával studentský list, v němž projevil své nadání. Později napsal řadu pozoruhodných uměleckých studií, politicko- a národně-hospodářských článků a různých povídek, mezi jinými výraznou črtu Z utlačených duší, uveřejněnou r. 1902 ve Vijenci. V roce 1907 vydala Matica Hrvatska první jeho obsáhlejší sbírku: Obrazy a pověsti z Neretvanské Krajiny, v níž se osvědčil jako bystrý pozorovatel, poetický tlumočník života a duší svého dalmatského lidu. V jeho poslední knize Povídky, se ukázal jako silný, ucelený, svého cíle si vědomý pracovník.

## Dílo

### V češtině
- Klement – úvod František Sekanina; přeložil František Veverka; in: 1000 nejkrásnějších novel... č. 72. Praha: Josef Richard Vilímek, 1914